# Flugplatz Arezzo

i7
i11
i13
Der Flugplatz Arezzo (ital. Aeroporto di Arezzo-Molin Bianco “Ermanno Bartolini”, IATA-Code: QZO, ICAO-Code: LIQB) befindet sich in der mittelitalienischen Region Toskana, rund 2 km westlich der Provinzhauptstadt Arezzo.

## Infrastruktur und Nutzung
Der Flugplatz hat eine 660 Meter lange und 30 Meter breite asphaltierte Start- und Landebahn mit der Ausrichtung 12/30. Von der Landeschwelle 12 führt eine asphaltierte Rollbahn zu einem Vorfeld im Nordwesten des Flugplatzgeländes. In östlicher Richtung schließt ein Heliport und ein weiteres asphaltiertes Vorfeld an, das über eine Grasrollbahn mit den übrigen Anlagen verbunden ist. Bei allen drei Vorfeldern befinden sich kleine Hangars und Abfertigungseinrichtungen.
Der Flugplatz dient der Allgemeinen Luftfahrt und als Stützpunkt einer mit Hubschraubern ausgerüsteten fliegenden Einheit der italienischen Feuerwehr. Von dem Stützpunkt abgesehen betreiben die örtlichen Luftsportvereine den Flugplatz. Dabei handelt es sich um den Aero Club Arezzo “Luciano Centini” und der aus diesem hervorgegangene Fallschirm-Verein Paracadutismo Etruria. An dem Flugplatz hat sich darüber hinaus ein Unternehmen angesiedelt, das mit seinen Hubschraubern verschiedene Dienstleistungen anbietet. Der Aero Club unterhält am Flugplatz eine Flugschule, der Fallschirm-Verein bietet Fallschirmsprunglehrgänge an und das genannte Unternehmen bildet auch Hubschrauber-Piloten aus.

## Geschichte
Der Flugplatz entstand 1917 als Werksflugplatz der Firma SACFEM (Società Anonima Costruzioni Ferroviarie e Meccaniche). Im Jahr 1923 übernahm ihn die italienischen Luftwaffe und nutzte ihn zu Ausbildungszwecken. Im Zweiten Weltkrieg wurde er weitgehend zerstört. Nach dem Wiederaufbau blieb er formal noch etliche Jahre ein Militärflugplatz, wurde aber vorwiegend zivil genutzt.